# Албино (Бергамо)
Албино (итал. Albino) је насеље у Италији у округу Бергамо, региону Ломбардија.
Према процени из 2011. у насељу је живело 13263 становника. Насеље се налази на надморској висини од 375 м.

## Становништво
Према резултатима пописа становништва 2011. у општини је живело 18.087 становника.
| 1931.  | 1936.  | 1951.  | 1961.  | 1971.  | 1981.  | 1991.  | 2001.  | 2011.  |
| ------ | ------ | ------ | ------ | ------ | ------ | ------ | ------ | ------ |
| 11.664 | 11.048 | 12.375 | 13.262 | 13.591 | 15.161 | 15.769 | 16.394 | 18.087 |